# كيفن بف
كيفن بف (بالإنجليزية: Kevin Pugh)‏ (11 أكتوبر 1960 في المملكة المتحدة - ) هو لاعب كرة قدم بريطاني في مركز الوسط. لعب مع نادي رويال شارلروا ونادي لوفيرواز ونيوكاسل يونايتد ونادي غيتزهد ودارلينجتون إف سى ونادي سيراين.

## وصلات خارجية
- كيفن بف على موقع قاعدة بيانات كرة القدم.إي يو (الإنجليزية)